# Reseda jacquinii
Reseda jacquinii är en resedaväxtart. Reseda jacquinii ingår i släktet resedor, och familjen resedaväxter.

## Underarter
Arten delas in i följande underarter:
- R. j. jacquinii
- R. j. litigiosa

## Bildgalleri

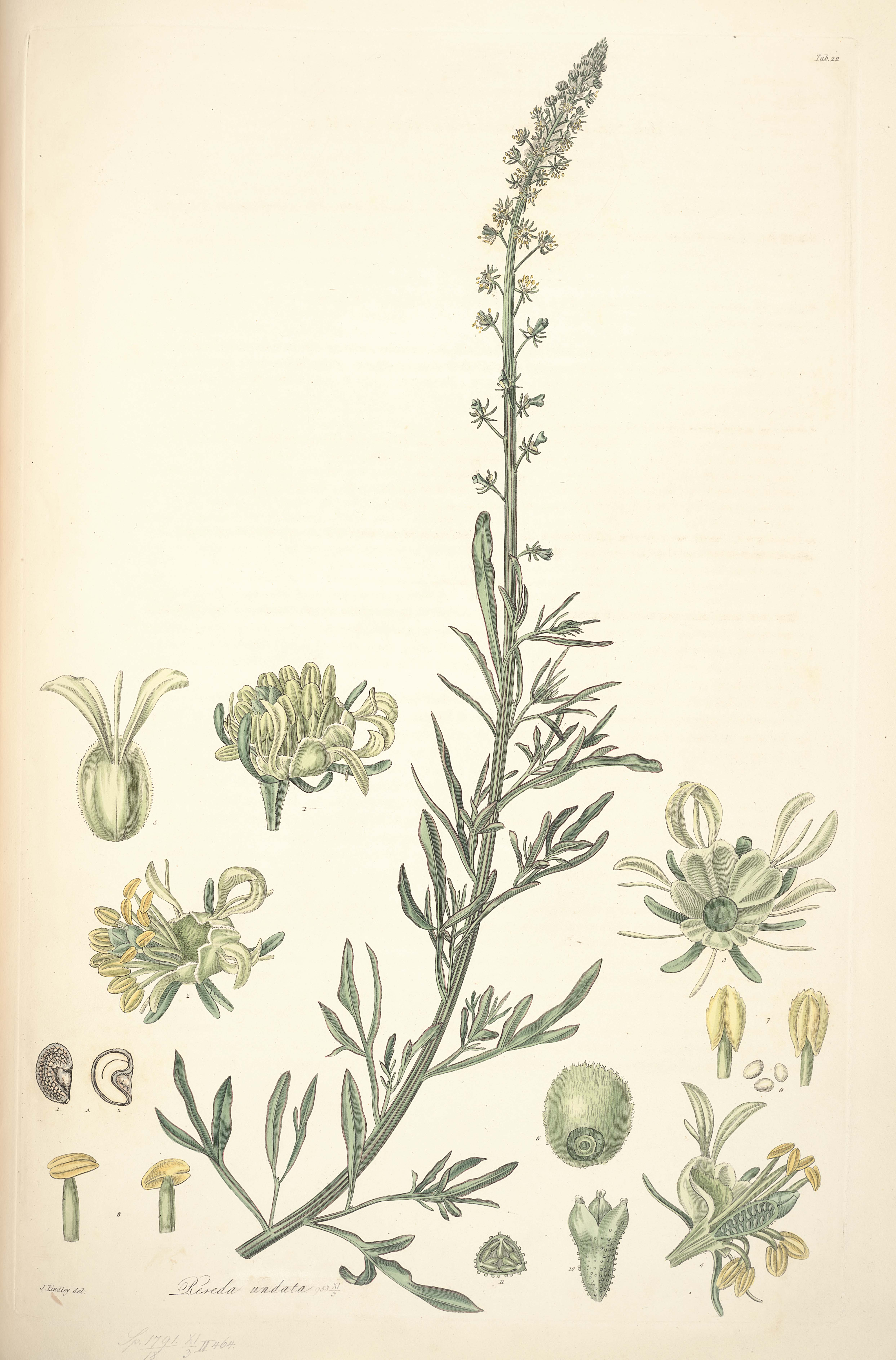